# Cirsium parryi
Cirsium parryi là một loài thực vật có hoa trong họ Cúc. Loài này được (A.Gray) Petr. mô tả khoa học đầu tiên năm 1911.